# キュレーター

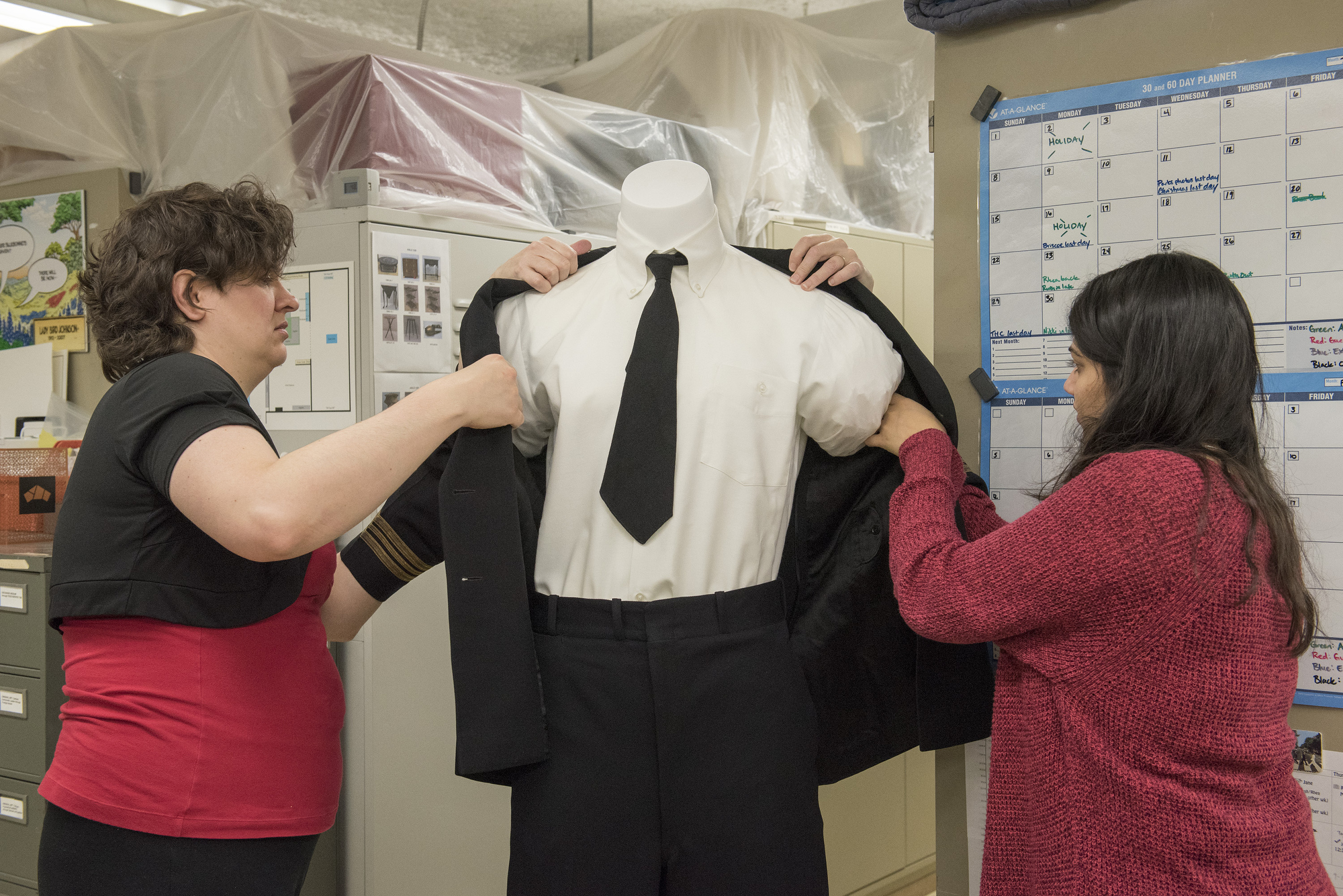
米国・LBJ図書館博物館での展示のため、キュレーターと展示デザイナーがマネキンに服を着せている。

キュレーター（英語: curator）とは、博物館（美術館含む）、図書館、公文書館のような資料蓄積型文化施設（ミュージアム）において、施設の収集する資料に関する鑑定や研究を行い、学術的専門知識をもって業務の管理監督を行う専門管理職。
美術館・博物館・動物園などの展覧会の企画・管理（監督）者（※英語：curate（キュレート） ― 展覧会を組織すること）。
英語由来の外来語であり、日本語で「学芸員」と訳されたものが、双方の実状は異なり、欧米では施設の企画監督を司る展示企画者のみをcuratorと呼ぶ。
日本の学芸員は担当範囲が広いために重なる部分はあるものの、仕事の役割・難易度・組織内立場が異なる以上、非常に狭き門である欧米のcuratorと日本の学芸員を同列に語ることは難しい。
日本の場合は、階級や役職に関係なく、誰もが「学芸員・キュレーター」を名乗るが、欧米のキュレーターはアシスタントキュレーターを経てからなる館内階級が高い役職であり、著名施設での主な求人条件は「美術史などの専門知識（著名な美術館や博物館では博士号を取得している人）、コミュニケーション力、文章力、細部に目がいく几帳面な性質を持っている人」となっている。

## 概要
イギリスなどでは博物館専門職員のことをcurator（キュレーター）と呼んでいる。ただし、欧米では博物館専門職の分化が進んでおり、アメリカでは博物館専門職員の統一的な名称はなく、コレクション関係はcuratorやconservator、展示関係はExhibit Developerのように業務内容に応じた名称が使われている。
博物館における収集資料の研究に携わり、専門知識をもって業務にあたる点は日本の学芸員に相当する。キュレーター職は学芸員の中でも企画を担当する権限を有する人を指す。小規模の館では、キュレーター職がそのまま館長職を意味することもある。日本の博物館や図書館においては、館の専門性にかかわる学術担当の職員が管理監督の高い権限を持って企画することがある。権限は人に与えられるものではなく、自分で発揮するものである。研究と同時に欧米の博物館などにおけるエデュケーター職（教育活動担当）、技術職（標本作成・保存処理・描画などといった個別技術担当）といったあらゆる専門技能職が学芸員職ひとつに集約されている。キュレーターと日本の学芸員を比較すると、どちらも自らも専門的学術研究に携わる職種であることは共通している。キュレーターは実質的運営責任者として、様々な技能職員や事務職員を統括し、館の運営事業（資料収集・研究・教育・展示など）を企画・推進する。様々な技能職員とは、博物館においては研究職のほか、日本では学芸員が職務上兼業する教育職、技術職のようなあまたの技能職員、図書館においては司書、公文書館においてはアーキビストといった職種を指す場合がある。日本の学芸員はキュレーターに比べて低い地位にある訳ではない。その法律による職掌は博物館法の博物館に限られる。とはいえ、同様に資料の学術研究に基づく専門業務を行う職種が他にないため、日本語の学芸員を英語に翻訳する時は「curator」の語を与える
なお、イギリスや日本には博物館専門職員の公的資格があるが、アメリカには博物館専門職員の公的資格が設けられていない。

## 現代美術におけるキュレーター
現代美術の世界においては、キュレーターは展覧会の企画者としての業務が重要である。これは、現代美術に携わる現役アーティストと社会との接点が主として展覧会であり、現代美術と社会の橋渡しをする存在としてキュレーターが重要な位置を占めるからでもある。展覧会におけるキュレーターの仕事は、テーマを考え、参加アーティストやアート作品を選択し、しかるべき展示会場に好ましい効果を発揮するようにアート作品を設置し、カタログに文章を執筆することなどである。キュレーターは美術館に所属することが多いが、日本の学芸員とは仕事の権限・内容が大きく異なるので、欧米の美術館に勤めるキュレーターを学芸員と呼ぶことは不適切である。大学などで美術を教えたり美術評論家を兼ねるキュレーターも多い。欧米の現代美術の世界では、美術館やギャラリーや財団などの組織に所属しないフリーランスのキュレーターという職種が成立している。ハラルド・ゼーマンは、そのような独立キュレーターの先駆者の一人であった。

## 動物園におけるキュレーター
スタッテン島動物園におけるキュレーターの仕事は、飼育係の指導から、それぞれの動物の生活環境の整備、獣医師との連携、展示動物の選択など、すべてにわたって管理、監督する、といったものである。

## 分子生物学におけるキュレーター
分子生物学においてアノテーションを行う際に、独立した実験結果や報告を付き合わせ、妥当と思われる事柄を注釈として選択する作業が必要になる。この作業の担当者もキュレーター職になる。

## インターネットにおけるキュレーター
インターネット上の大量の情報を収集・整理し他のユーザー（読者）に共有する行為や行為者を指す言葉として、キュレーション（英語:curation）という言葉が2010年頃から使われるようになり、キュレーションを行う者をキュレーターと呼ぶようになった。人間の手で選別することで、機械的に収集した情報を提示するロボット型検索エンジンよりも適切な情報が提供できるとされた。ロボット型とキュレーターが介した検索結果を比較した場合、キュレーターの人手によるものは「不要なものが少ない」「センスが良い」という感触を人に与え、それが人気の理由となっている。
機械的なレコメンダシステムによって配信記事を決めるニュースアプリについても「キュレーション」という言葉が使われる例がある。

## 対人関係におけるキュレーション
日本人の最も多い悩みのジャンルとして「就職」「進学・進路」「交友関係」「人生相談」などがあるが、その中でも一番多いのが「自分が何をしたいかわからない」という人が多いことが研究されている。解決策のために様々な方法が提供されるインターネット上の大量の情報を収集・整理し他のユーザー（読者）に共有する行為や行為者を指す言葉として、キュレーションという言葉が2010年頃から使われるようになり、「NAVERまとめ」や「Google」「Yahoo!」といった検索エンジンもキュレーションサイトとしての地位を確立してきた。多くのインターネットキュレーターが情報をまとめたことによって、インターネット利用者はたくさんの情報が瞬時に得られることになった。

## キュレーションとカウンセリングやコーチングなどとの相違点
対人関係の問題解決において有効な解決手段は様々あるが、中でも有名なジャンルとして確立されているのはカウンセリングや、コーチングなどがある。それらとキュレーションの最大の違いは体系化された情報整理である。情報の構成要素を分解・分析する技術によって答えがでるとされている。問題解決能力の高さという点ではビジネスやスポーツ業界に応用が期待されており、東京オリンピックに向けて注目されている技術の一つ。